# クリス・ユーバンク
クリス・ユーバンク（Chris Eubank、1966年8月8日 - ）は、イギリスの元プロボクサー。元WBO世界ミドル級王者。元WBO世界スーパーミドル級王者。息子のクリス・ユーバンク・ジュニアは元WBA世界ミドル級暫定王者。イングランド・ロンドン出身。

## 来歴
ロンドンで生まれて直ぐに家族でジャマイカへ移住、6歳まで過ごしイギリスへ戻る。中学校を18回停学処分を受けた後に退学になる。1981年、16歳のときにアメリカ合衆国へ渡り、ニューヨーク市サウス・ブロンクス地区で母親と暮らすようになる。この頃にボクシングを始める。

### プロ時代
1985年10月3日、アトランティックシティのサンズ・カジノ・ホテルでティム・ブラウンとデビュー戦を行い、3-0の判定勝ちを収めデビュー戦を白星で飾った。
1990年11月18日、WBO世界ミドル級王者のナイジェル・ベンに9回TKO勝利で、世界王座初獲得。
1991年6月22日、マイケル・ワトソンと対戦、12回2-0（115-113、116-113、114-114）の判定勝利で3度目の防衛に成功する。しかしワトソンが勝っていたという声が多く判定は物議をかもし、3ヵ月後に階級をスーパーミドル級に上げて再戦が組まれる。
1991年9月21日、空位のWBO世界スーパーミドル級王座決定戦をマイケル・ワトソンとダイレクトリマッチで対戦。序盤から試合を支配され、10回終了の時点で大きくポイント差をつけられる。そしてそれまでに蓄積したダメージで11回には遂に崩れ落ちるようにダウンをしてしまう、しかし気力を振り絞って立ち上がったユーバンクは試合再開直後に起死回生の強烈な右アッパーでダウンを奪い返す、ワトソンは倒れたときに後頭部をロープに強打するもなんとか立ち上がりラウンド終了のゴングに救われる形となる。12回、足元がふらつきラウンド開始時のグローブタッチができないほどダメージの残るワトソンにラッシュをかけた所でレフェリーが試合をストップ、12回TKO勝利で王座を獲得し、2階級制覇を達成した。
試合後すぐにマイケル・ワトソンはコーナーで意識不明に陥る、しかし主催者の不備で救急車も医者も準備されておらず、医者が到着するまでの8分間ワトソンはリングにただ横たわっていた。28分後にようやく病院に運ばれて手当を受けることができたが、その後ワトソンは40日間危篤状態が続き、脳内出血で凝固した血を取り除く手術を6度に渡り受けた。ワトソンは奇跡的に意識が回復するが読み書きさえできない寝たきりの障がい者となってしまったことで、英国ボクシング管理委員会を損害賠償請求で訴えた。裁判所は、意識不明になってすぐにワトソンに酸素吸入などの応急手当を行っていれば、障がいが残る可能性が低かったことを認め、準備を怠った英国ボクシング管理委員会に賠償金を支払うよう判決を下した。（その後、ワトソンは10年以上の懸命のリハビリで歩行ができるようになるまで回復した。）
1992年、車を運転中に路肩で仕事をしていた土木作業員をひき殺したとして逮捕される。
1993年10月9日、WBC世界スーパーミドル級王者のナイジェル・ベンと王座統一戦を行い、1-1（115-113、114-114、113-115）の引き分けで8度目の防衛に成功した。
1995年3月18日、スティーブ・コリンズと対戦し、0-3（114-116、111-115、113-114）の判定負けを喫し15度目の防衛に失敗、王座から陥落した。
1995年9月9日、WBO世界スーパーミドル級王者のスティーブ・コリンズと再戦で対戦するが、1-2（113-115、113-115、115-114）の判定で敗れた。試合後に1度目の引退を発表する。
1997年10月11日、空位のWBO世界スーパーミドル級決定戦でジョー・カルザゲと対戦し、12回0-3（111-116、110-118、109-118）の判定で敗れた。
1998年4月18日、復帰戦で階級を上げ、WBO世界クルーザー級王者のカール・トンプソンに挑戦するが、0-3の判定で敗れ、2連敗となった。
1998年7月18日、ダイレクトリマッチでカール・トンプソンに再び挑戦するが、9回終了時にドクターストップがかかり試合を棄権して敗北、3連敗となり、現役を引退した。
2005年、所有者の許可無く車両を運転したとして逮捕される。
2007年2月、イラク派兵に反対してトラックで抗議活動を行い、公務執行妨害などで逮捕され罰金を支払う。
2009年11月、130万ポンドの負債を抱えて破産を宣告される。

## 獲得タイトル
- WBO世界ミドル級王座（防衛3)
- WBO世界スーパーミドル級王座（防衛14）